# Манастирски ливади - Б
„Манастирски ливади - Б“ е малък жилищен квартал в София, България, разположен в район „Триадица“, югозападно от центъра на града.
Разположен е от източната страна на булевард „България“ и граничи на запад с квартал „Манастирски ливади“, а на изток – с жилищен комплекс „Манастирски ливади“. Комплексът е развит в началото на XXI век от предприятието „Бокар“ и първоначално е известен с неговото име.

## Улици и произход на имената им
| Път                | Наречен на                            | Местоположение |
| ------------------ | ------------------------------------- | -------------- |
| „Златните мостове“ | Златните мостове, местност на Витоша  | Карта          |
| „Иван Кирков“      | Иван Кирков (1932-2010), художник     | Карта          |
| „Флора“            | Флора, растителността в дадена област | Карта          |